# فریدا (فیلم)
فریدا (به انگلیسی: Frida) عنوان فیلمی است به کارگردانی جولی تایمور محصول سال ۲۰۰۲ با بازی سلما هایک، آلفرد مولینا و آنتونیو باندراس. این فیلم دربارهٔ زندگی نقاش مکزیکی سورئالیست فریدا کالو است و از رمانی به نام فریدا:زندگی‌نامه‌ای از فریدا کالو (۱۹۸۳) نوشتهٔ هایدن هررا اقتباس شده‌است.
در این فیلم هایک در نقاش فریدا و مولینا در نقش همسرش دیه‌گو ریورا بازی می‌کنند. هایک برای بازی در این نقش نامزد دریافت جایزهٔ اسکار بهترین هنرپیشهٔ نقش اول زن شد و موسیقی فیلم و چهره‌پردازی آن جوایز اسکار آن سال را به دست آوردند.

## چکیده داستان
فریدا که در آن زمان دانش آموز بوده، و درگیر اولین رابطه عاشقانه اش می‌شود، برای اولین بار دیه گو ریورا را در آتلیه نقاشی خود می‌بیند. چندی بعد فریدا دچار یک تصادف جدی اتوبوس می‌شود که در ۱۸ سالگی او را به شدت مجروح می‌کند، ستون فقراتش خرد شده، و پایش هم از چند جا می‌شکند.
فریدا میخکوب در تخت خود با بدن و پاهای گچ گرفته، در طی دوره نقاهتش شروع به نقاشی می‌کند. چند سال بعد فریدا رابطه ای را با دیه گو ریورا آغاز و در نهایت با او ازدواج می‌کند؛ فریدا همواره می‌گوید که از دیه گو «وفاداری، و تنها وفاداری»  انتظار دارد. دیه گو بارها با معشوقه‌هایش به فریدا خیانت می‌کند، در حالی که فریدا کالو، دوجنس گرا، روابط زیادی با مردان و زنان دارد. این زوج سفری به آمریکا می‌کنند که طی آن فریدا سقط جنین می‌کند، سپس از مرگ مادرش خبردار می‌شود. دیه گو ریورا یک نقاشی دیواری به نام مردی در چهارراه برای مرکز راکفلر می‌کشد. پس از آن نلسون راکفلر سعی می‌کند ریورا را مجبور به حذف پرتره ای از لنین کند که در جزئیاتی از نقاشی دیواری به چشم می‌خورد، اما ریورا، کمونیست پرشور، نمی‌پذیرد: نقاشی دیواری پس از آن نابود می‌شود.
مدتی بعد کریستینا، خواهر فریدا، در خانه شان در سن آنگل به این زوج می پیونند و دستیار ریورا می‌شود. کالو متوجه می‌شود که کریستینا با ریورا رابطه دارد: او را ترک می‌کند، سپس در اعتیاد به الکل غرق می‌شود. این زوج زمانی آشتی می‌کنند که ریورا از کالو می‌خواهد تا در کنار لئون تروتسکی که از سوی کشور مکزیک پناهندگی سیاسی به او داده شده، بماند. فریدا خیلی زود معشوقه تروتسکی می‌شود. وقتی ریورا متوجه این موضوع می‌شود، فریدا ناچار به پاریس می‌رود. دیه گو در بازگشت به مکزیکو سیتی درخواست طلاق می‌کند. چندی بعد تروتسکی در مکزیکو سیتی ترور می‌شود. دیه گو برای مدت کوتاهی در مورد این ترور مظنون شمرده می‌شود، سپس فریدا زندانی می‌شود؛ دیه گو به او کمک می‌کند تا تبرئه شود. کالو به تدریج گرفتار مشکلات سلامتی می‌شود. او و دیه گو در نهایت دوباره ازدواج می‌کنند. فریدا کالو اندکی پس از برگزاری نمایشگاهی از نقاشی‌هایش در مکزیکو سیتی درمی‌گذرد.

## بازیگران
- سلما هایک در نقش فریدا کالو
- آلفرد مولینا در نقش دیه‌گو ریورا
- جفری راش در نقش لئون تروتسکی
- میا مایسترو در نقش کریستینا کالو
- اشلی جاد در نقش تینا مودوتی
- آنتونیو باندراس در نقش داوید آلفارو سی‌که‌ایروس
- ادوارد نورتون در نقش نلسون راکفلر
- دیه‌گو لونا در نقش الکزاندو گونزالس آریاس
- مارگریتا سنز در نقش ناتالیا سدوا تروتسکی
- پاترشیا ریس اسپیندولا در نقش ماتیلدا کالو کالدرون
- کورنبرگ ریس در نقش گیلرمو کالو
- والریا گولینو در نقش گوآدلوپ مارین
- عمر رودریگر در نقش آندره بروتون
- فلیپ فلوپ در نقش ژان ون‌هاینورت
- سافرون باروز در نقش گریس
- کارین پلاندیت در نقش ژوزفین بیکر

## نقش‌ها
خواهرزاده فریدا کالو واقعی، آنقدر تحت تأثیر این فیلم قرار گرفت که به سلما هایک یکی از گردنبندهای کالو را هدیه کرد؛ و در ابتدا ماریسا تومی برای نقش فریدا در نظر گرفته شد و نیز جنیفر لوپز به بازی در نقش فریدا کالو بسیار علاقه داشت. همچنین مدونا که طرفدار فریدا کالو است و صاحب برخی از اثرات هنری اش او نیز هست، مایل بود نقش فریدا را بازی کند. البته خود سلما هایک برخی از نقاشی‌های این فیلم را نقاشی کرد.
اما دربارهٔ نقش ریورا، آلفرد مولینا به دلیل بازی در نقش دیگو ۵۰ پوند (۲۳ کیلوگرم) به وزن خود اضافه کرد؛ و نیز رابرت دنیرو در زمان تولید فیلم به نقش دیگو ریورا علاقه داشت.

## تولید
فریدا و لئون از هرم ماه در تئوتیئواکان، در فاصله ۲۵ مایلی شهر مکزیکو سیتی صعود می‌کنند، که درواقع برخی از افراد در مسیر گردشگران واقعی هستند زیرا به فیلمسازان اجازه داده نمی‌شد که این مکان تاریخی را برای فیلمبرداری ببندند؛ و نیز تولید از اوایل روز شروع شد تا از شلوغی بیش از حد این مکان جلوگیری شود.

## افتتاحیه
افتتاحیه فیلم در جشنواره فیلم ونیز در سال ۲۰۰۲ بود.

## گاف‌های فیلم
- وقتی فریدا برای دیدار مادرش در مکزیک به نیویورک بازمی‌گردد، هنگام خوش آمدگویی به دیگو، دهانش به وضوح حرکت نمی‌کند.
- در فیلم می‌بینیم که فریدا فرزند خود را از دست می‌دهد، این اتفاق زمانی می‌افتد که دیگو نقاشی دیواری دیترویت را نقاشی کرده بود، و آنها هم در بیمارستانی در نیویورک هستند. اما در حقیقت فریدا فرزند خود را زمانی از دست داد که دیگو در سال ۱۹۳۲ تازه نقاشی نقاشی دیواری دیترویت را آغاز کرده بود. همچنین وی نوزاد را در بیمارستان هنری فورد دیترویت از دست داد.
- وقتی تروتسکی نقاشی‌های فریدا را مشاهده می‌کند، میمون در دامان فریدا در حال خوردن انگور است. وقتی میمون غذا را تمام می‌کند، کسی که خارج از دوربین است انگور دیگری را به میمون می‌اندازد. میمون با انگور روی فرد متمرکز شده و آن را از او دریافت می‌کند.
- در صحنه ای که در سال ۱۹۳۳ اتفاق می‌افتد، ریورا از مبارک راکفلر، همسر نلسون راکفلر یاد می‌کند. در واقعیت، در سال ۱۹۳۳ مبارک تنها ۷ سال داشت و هنوز «راکفلر» نامگذاری نشده‌است. او و نلسون ۳۰ سال بعد، در سال ۱۹۶۳ ازدواج کردند.
- در یک صحنه مردم در خیابان‌ها با آوازهای انقلابی آواز می‌خوانند. آهنگ انتخاب شده "el pueblo unido jamas sera vencido" است. این آهنگ حدود سال ۱۹۷۳ توسط آهنگساز شیلیایی، سرخیو اورتگا، سروده شده‌است.
- در سال ۱۹۲۲ فریدا در صندلی چرخدار مدرن نشسته‌است؛ در حالی که این مدل از صندلی در آن زمان وجود نداشت.[۶]